# Coupe d'Angleterre de football 1892-1893
Navigation
Coupe d'Angleterre 1891-1892 Coupe d'Angleterre 1893-1894
La Coupe d'Angleterre de football 1892-1893 est la 22e édition de la Coupe d'Angleterre de football. 
La finale se joue le 25 mars 1893 au Fallowfield Stadium (en) entre les Wolverhampton Wanderers et Everton Football Club. Wolverhampton Wanderers remporte son premier titre en battant Everton 1 à 0.

## Finale
| Finale de la Coupe d'Angleterre 1892-1893 | Wolverhampton Wanderers | 1 – 0   | Everton Football Club | Fallowfield Stadium (en) |  |
| 25 mars 1893                              |                         | (0 – 0) |                       |                          |  |